# مفصل اصطناعي
 مفصل اصطناعي مفصل يصنع من معادن مختلفة وعادة تكون شبيهة بالمفاصل البشرية الطبيعية، وتحل محلها لتؤدي وظيفة المفصل الطبيعي وخاصة من ناحية أداء الحركات العملية.ويعتبر اختراع هذه المفاصل نعمة كبيرة في حياة المرضى، خاصة عند تثبيتها في الحالات المتقدمة من خشونة المفاصل، والتي تسبب تحديد في حركة المفاصل أو تيبس فيها وعدم قدرة المريض على استخدام مفاصله المصابة بشكل طبيعي. إلا أن هذه المفاصل الصناعية لا تعطي الوظيفة الكاملة للمفصل الذي تحل محله.

## المكونات
تتكون عادة من جزءين أو أكثر، جزء معدني وجزء آخر مقابل يكون بلاستيكي بولي إثيلين (Polyethylene). وتثبت هذه الأجزاء في العظام بعد إزالة المفصل البشري المتآكل أو المتفتت. وتتنوع المفاصل الصناعية ابتداءً من المفاصل الصناعية التي تحل محل مفصل الفخذ (الحوض)، ومفاصل الركبة، والكتف، والكوع والكاحل وحتى مفاصل اليد الصغيرة.

## فوائد المفاصل الصناعية
ـ اختفاء للآلام الناتجة عن خشونة المفصل أثناء الراحة أو المشي.
ـ تحسين حركة المفصل وخاصة تلك التي تعرضت لحالة التيبس.
ـ القدرة على السير بالمفصل الصناعي وبالتالي صعود السلالم.

## مضاعفات المفاصل الصناعية
مضاعفات المفاصل الصناعية قَلَّت نسبة ظهورها كثيراً، في وجود العديد من العوامل الإيجابية كتحسين نوع المعدن واستخدام الاسمنت العظمي المطور والمزود بالمضاد الحيوي اللازم مثل مادة الاسمنت العظمي من الجنتامايسين Gentamycin Bone Cement. ومع ذلك، فهناك بعض المضاعفات :
ـ تخلخل المفصل الصناعي بعد فترة ليست بالقصيرة، بعد انقضاء العمر الافتراضي للمفصل الصناعي.
ـ حدوث التهابات جرثومية حول المفصل.
وفي كلتا الحالتين يجب تغيير المفصل الصناعي بمفصل صناعي آخر جديد بعد التأكد من اختفاء الالتهابات الجرثومية.
ولضمان نسبة نجاح أكبر لعملية تركيب مفصل صناعي يجب أن تتوفر عدة عوامل، منها:
- أن يكون المريض الذي يحتاج إلى إجراء عملية تركيب مفصل صناعي لائقاً طبياً وصحياً وبدنياً لتقبل التخدير العام وتحمل مثل هذه الجراحة.
- أن يكون له معرفة تامة بعمل المفاصل والمحافظة عليها في حياته اليومية.
- عدم تعريض المفصل الجديد للخلع أو التخلخل لا سمح الله وذلك بتنفيذ ما يمليه عليه طبيبه.
- المتابعة لدى أخصائي العلاج الطبيعي حتى انتهاء البرنامج التدريبي الخاص بما بعد العملية.
- المتابعة الدورية المنتظمة بعيادة العظام بمعدل مرة كل عام إلى عامين.[1]

عند بداية عصر عمليات استبدال مفاصل الركبة كانت نسبة الفشل عالية جداً، والعمليات كانت تجرى لكبار السن فقط الذين لديهم أمراض مزمنة وفي ظروف محدودة. ولكن الآن وبعدما تم فهم تشريح مفصل الركبة وطبيعة عملها الميكانيكي والفسيولوجي بشكل واسع، وثم فهم سبب فشل تكوين أجزاء الركبة الصناعية البدائية، أصبح هناك تطور كبير في صناعة مفاصل الركبة وخاصة الجزء المتعلق بعظمة الفخذ وعظمة الساق والتي بسببها أمكن التوصل إلى طرق حديثة سهلة وميسرة وبنسبة نجاح عالية.
أن للمتابعة الأولى لنتائج تلك العمليات أهمية كبيرة، بل تعتبر مشجعة جداً في مسألة القضاء على معضلة الألم وتحسين حرية حركة مفاصل الركبتين وبنجاح كبير تصل نسبته إلى 90٪ وتستمر فعاليته إلى فترة زمنية تمتد إلى 10 سنوات. هذا وما يزال التقدم مستمراً وقائماً بشأن إدخال التحسينات على التصميم الفني لأجزاء المفصل الصناعي وكذلك الطريقة الجراحية المستخدمة.
وبإدخال استعمال الكومبيوتر في إجراء العمليات الجراحية، والذي بات الآن متوفراً في كثير من المراكز العالمية والمتخصصة، فقد ساهم ذلك في مساعدة الجراح في كثير من الخطوات الجراحية الدقيقة والحساسة. وما زالت تجرى العديد من العمليات الجراحية بدون استعمال الكومبيوتر في الحالات المرضية العادية.